# Robert Louis August Maximilian Gürke
Robert Louis August Maximilian Gürke, född 1854 i Beuthen an der Oder (nu Bytom Odrzański i Polen), död 1911, var en tysk botaniker.
Auktorsnamnet Gürke kan användas för Robert Louis August Maximilian Gürke i samband med ett vetenskapligt namn inom botaniken; se Wikipediaartiklar som länkar till auktorsnamnet.